# 1987年のイギリス・フォーミュラ3選手権
1987年のイギリス・フォーミュラ3選手権シーズンは、37番目のシーズン。ジョニー・ハーバートがシリーズチャンピオンを獲得した。2位はベルトラン・ガショー、次いで3位にマーティン・ドネリーが入った。

## チャンピオンシップテーブル
| 場所   | 運転者                         | 入場者                                            | 合計 |
| ------ | ------------------------------ | ------------------------------------------------- | ---- |
| 1      | ジョニー・ハーバート           | エディジョーダンレーシング                        | 79   |
| 2      | ベルトラン・ガショー           | ウェストサリーレーシング                          | 64   |
| ３     | マーティン・ドネリー           | スワローレーシング インタースポーツレーシング     | 61   |
| 4      | トーマス・ダニエルソン         | マジウィックモータースポーツ                      | 56   |
| 5      | デイモン・ヒル                 | インタースポーツレーシング                        | 49   |
| 6      | ゲイリー・ブラバム             | ジャックブラバムレーシング                        | 37   |
| 7      | フィリップ・ファーブル         | レイナードR + D                                   | 23   |
| 8      | ペリー・マッカーシー           | マジウィックモータースポーツ                      | 22   |
| 9      | スティーブ・ケンプトン         | Terropolプロモーション レイナードR + D            | 18   |
| 10     | ピーター・コックス             | ミック・ロウ・レーシング                          | 17   |
| 10     | ニクラス・シェーンストロム     | スワローレーシング                                | 17   |
| 12     | ローランド・ラッツェンバーガー | ウェストサリーレーシング                          | 10   |
| 13     | マーク・ブランデル             | TOM'S GB                                          | 6    |
| 14     | ロス・ホッケンハル             | リチャードダットンレーシング                      | 3    |
| 15     | ジャン＝デニス・デレトラズ     | KTRレーシング                                     | 2    |
| 15     | グラハムデジル                 | ペガサスモータースポーツ                          | 2    |
| 17     | フィルアンドリュース           | アイシスF3レーシング マジウィックモータースポーツ | 1    |
| 17     | マーク・ギャルビン             | アラン・ドッキング・レーシング                    | 1    |
| 17     | アンドレマルヘルベ             | スポーツオートレース                              | 1    |
| 17     | オズワルドネグリ               | Techspeed Racing                                  | 1    |
| 出典： |                                |                                                   |      |

| 場所   | 運転者                 | 入場者                     | 合計 |
| ------ | ---------------------- | -------------------------- | ---- |
| 1      | ゲイリー・ダン         | スワローレーシング         | 138  |
| 2      | アラステア・ライアル   | ジェラードレーシング       | 84   |
| 3      | ゲイリー・ワード       | RGSレーシング              | 69   |
| 4      | ピーター・バウトウッド | ロジャーカウマンレーシング | 19   |
| 出典： |                        |                            |      |